# Walter Tschernich
Walter Tschernich (* 17. März 1930 in Bodenbach, Tschechoslowakei; † 2. März 2005 in Berlin) war ein deutscher Schauspieler, Sänger und Synchronsprecher.

## Leben
Tschernich absolvierte eine Schauspiel- und Gesangsausbildung an der Akademie für Musik in Theater in Dresden sowie der Hochschule für Kunst in Berlin. An zahlreichen deutschsprachigen Bühnen wirkte er in den Folgejahren sowohl als Schauspieler als auch Sänger für Operette und Oper. Theaterstationen waren u. a. das Theater des Westens in Berlin, die Freie Volksbühne Berlin, das Theater Hagen, das Ernst Deutsch Theater in Hamburg und das Deutsche Theater München. Daneben arbeitete Tschernich auch als Regisseur und inszenierte u. a. für die Domfestspiele in Bad Gandersheim eine Aufführung des Musicals Anatevka, bei dem er zusätzlich auch die Hauptrolle des Milchmanns Tewje übernahm. Dieselbe Rolle spielte er auch in Bielefeld.
Seit Ende der 60er Jahre fand Tschernich in Film- und Fernsehproduktionen ein weiteres Betätigungsfeld. Er spielte in Günter Gräwerts Fernsehdrama Tragödie in einer Wohnwagenstadt, im Historienfilm Die ungarische Hochzeit (mit Maria Schell), im US-amerikanischen Ost-West-Drama Berlin Tunnel 21 (mit José Ferrer und Horst Buchholz), im Fernsehfilm Hautnah (mit Armin Mueller-Stahl) sowie mehreren Folgen der Fernsehreihe Tatort. Daneben übernahm er Gastrollen in zahlreichen Fernsehserien wie Die schöne Marianne, Liebling Kreuzberg und Alarm für Cobra 11 – Die Autobahnpolizei. In der RTL-Serie Im Namen des Gesetzes war er in verschiedenen Episoden jeweils als vorsitzender Richter zu sehen und in der ersten Staffel der ZDF-Vorabendserie Unser Lehrer Doktor Specht als Lehrer Duseler.
Außerdem wirkte er in vielen Hörspielproduktionen mit (u. a. Mord im Regen, SWF/NDR 1986) und lieh als Synchronsprecher seine Stimme überwiegend Seriendarstellern wie Victor Buono in Männerwirtschaft, Val Avery in Kobra, übernehmen Sie und Herman Wedemeyer als „Duke“ Lukela in Hawaii Fünf-Null.
Walter Tschernich war Träger des Goldenen Ehrenzeichens der Genossenschaft Deutscher Bühnenangehöriger (GDBA), der er 1960 beigetreten war. Er starb im März 2005 in Berlin.

## Filmografie (Auswahl)
- 1967: Tragödie in einer Wohnwagenstadt als Harris
- 1969: Die ungarische Hochzeit
- 1971: Hamburg Transit: Blondinen im Schussfeld
- 1971: Tatort – Der Richter in Weiss
- 1973: Lokaltermin: Mildernde Umstände
- 1973: Im Auftrag von Madame: Die Entführung
- 1974: Sie sind frei, Dr. Korczak
- 1974: Der kleine Doktor – Die Notbremse
- 1978: Die Faust in der Tasche
- 1979: Tödlicher Ausgang
- 1979: St. Pauli-Landungsbrücken (Fernsehserie, eine Folge)
- 1981: Berlin Tunnel 21 als Herr Dohr
- 1985: Hautnah als Rodinski
- 1989: Schweinegeld – Ein Märchen der Gebrüder Nimm
- 1990: Der neue Mann als Dr. Küppers
- 1991: Unser Lehrer Doktor Specht als Alfons Duseler
- 1992: Tatort – Tod eines Wachmanns
- 1995: Die Straßen von Berlin – Die Akte Stalin (Fernsehserie)
- 1999: Antrag vom Ex als Herr Siemert
- 1998–2004: Im Namen des Gesetzes als Vorsitzender Richter (Fernsehserie)
- 2005: Ein starkes Team (Fernsehserie, eine Folge)